# Karel Vohralík
Karel Vohralík (* 22. Februar 1945 in Pardubice; † 17. Oktober 1998 ebenda) war ein tschechoslowakischer Eishockeyspieler, der über zwei Jahrzehnte für Tesla Pardubice in der 1. Liga der Tschechoslowakei spielte.

## Karriere als Spieler
Vohralík begann seine Karriere 1962 bei Tesla Pardubice, bevor er zwei Jahre später für seinen Militärdienst zum Armeeklub Dukla Litomerice wechselte. Nach dem Ende seiner Dienstzeit kehrte er 1966 zu Tesla Pardubice zurück und spielte bis zu seinem Karriereende 1977 für diesen Klub. 1973 gewann er mit Pardubice die tschechoslowakische Meisterschaft. Insgesamt absolvierte er 425 Partien in 13 Spielzeiten in der 1. Liga, der höchsten Spielklasse in der Tschechoslowakei, in denen er 36 Tore erzielte.
Neben seinen Erfolgen auf Vereinsebene nahm Karel Vohralík mit der tschechoslowakischen Nationalmannschaft an den Olympischen Winterspielen 1972 und der Eishockey-Weltmeisterschaft 1973 teil, wobei er jeweils die Bronzemedaille gewann. Vohralík absolvierte insgesamt 40 Länderspiele für die Tschechoslowakei.

## Erfolge und Auszeichnungen
- 1972 Gewinn der Bronzemedaille bei den Olympischen Winterspielen in Sapporo
- 1973 Gewinn der Bronzemedaille bei der Weltmeisterschaft
- 1973 Tschechoslowakischer Meistertitel mit Tesla Pardubice